# Signe Munk
Signe Munk (10 de março de 1990, em Odense) é uma política dinamarquesa, membro do Folketing pelo Partido Popular Socialista. Ela foi eleita para o parlamento nas eleições legislativas dinamarquesas de 2019.

## Carreira política
Munk foi membro do conselho municipal do município de Viborg de 2009 a 2013. Ela foi eleita para o parlamento na eleição de 2019, onde recebeu 6.285 votos pelos socialistas.